# 乡城黄耆
乡城黄耆（学名：Astragalus sanbilingensis）是豆科黄芪属的植物，为中国的特有植物。分布在中国大陆的四川、西藏等地，生长于海拔3,000米至4,000米的地区，一般生长在河谷灌丛边缘和松林下开阔场所，目前尚未由人工引种栽培。